# 社北 (福井市)
社北（やしろきた）は、福井県福井市の地域。みなみブロックに属する。

## 人口
社北には2024年1月1日現在8382人が住んでおり、世帯数は3571世帯。そのうち男性が4186人、女性は4196人。